# R Pyxidis
R Pyxidis är en pulserande variabel av Mira Ceti-typ (M) i stjärnbilden  Kompassen. Den var den första stjärnan i stjärnbilden som fick en variabeldesignation åsatt.. 
Stjärnan har en visuell magnitud som varierar mellan +7,8 och 12,0 med en period av 364,7 dygn.

## Fotnoter
1. ↑  Variabelstjärnornas beteckningar börjar med bokstäverna R-Z, därefter A-Q , följt av RR-ZZ och AA-QQ, varefter de börjar betecknas med bokstaven V och ett ordningsnummer, från och med V335.